# Payless Car Rental
Payless Car Rental, Inc. è un'azienda statunitense di autonoleggio con sede a Saint Petersburg, Florida e parte del gruppo Avis Budget Group.
Attiva principalmente attraverso un sistema di franchising, l’azienda gestisce anche alcune sedi dirette in località strategiche. Il marchio Payless opera a livello internazionale, con una presenza in Nord America, Sud America ed Europa, e conta oltre 120 sedi nel mondo.

## Storia
Fondata nel 1971 a Spokane, nello Stato di Washington, da John Les Netterstron, Payless Car Rental nacque come un singolo punto di noleggio locale e, sotto la guida del fondatore, si sviluppò rapidamente in un sistema di franchising, arrivando a contare oltre 100 sedi negli Stati Uniti.
Nel 1987 la società acquisì la divisione statunitense della compagnia canadese Holiday Rent a Car e, nello stesso periodo, realizzò il primo sistema centralizzato e automatizzato di prenotazione, segnando un’importante innovazione per l’epoca.

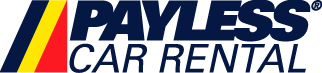
Vecchio logo di Payless Car Rental.

Nel 1989 fu introdotta la prima identità visiva ufficiale del marchio, rimasta sostanzialmente invariata fino ad oggi, con solo lievi aggiornamenti nel corso degli anni. A partire dal 2002, Payless avviò l’apertura delle sue prime sedi aziendali dirette, cominciando con due location e aggiungendone altre quattro tra il 2004 e il 2006. Le sedi corporate furono localizzate in aeroporti strategici, tra cui Denver, Fort Lauderdale, Las Vegas, Orlando, Phoenix e Tampa.
Al 2008, la compagnia operava in oltre 80 sedi distribuite in 20 Paesi, gestendo una flotta superiore a 10.000 veicoli. Il suo modello operativo prevedeva una combinazione di punti vendita in franchising e sedi gestite direttamente.Nel marzo 2009, Payless Car Rental fu inclusa tra i fornitori preferiti di Expedia, espandendo la propria presenza anche su altri portali di prenotazione come Orbitz, Priceline.com, Travelocity e Rentcars.com.
Il 15 luglio 2013, Payless Car Rental fu acquisita dal gruppo Avis Budget Group per una cifra stimata di 50 milioni di dollari. L’acquisizione rientrò in una strategia di espansione del gruppo nel segmento “economy” del mercato del noleggio auto. Dopo l’acquisizione, Payless continuò a operare come marchio indipendente all’interno del gruppo, mantenendo un modello ibrido e una presenza sia negli Stati Uniti che in altri mercati internazionali.